# 2014年冬季奧林匹克運動會希臘代表團
2014年冬季奧林匹克運動會希臘代表團是希臘派出的2014年冬季奧林匹克運動會代表團，共有七名運動員參與五項目賽事。作為奧運會的起源國，與夏季奧運會相同，希臘在開幕式中第一個入場。

## 外部連結
- Greece at the 2014 Winter Olympics（页面存档备份，存于）